# Jeges-tenger
A Jeges-tenger vagy régebben Északi-Jeges-tenger, újabban helyenként Északi-sarki-óceán a világóceán északi-sarki része. A Nemzetközi Hidrográfiai Szervezet (IHO) óceánként tartja számon (hivatalos angol neve Arctic Ocean), e meghatározás szerint a Föld legkisebb óceánja, de az oceanográfusok körében is elterjedt a tenger megnevezés, és más felfogásban sokan az Atlanti-óceán részének is tekintik. A magyar térképészetben elfogadott elnevezése a hagyományos Jeges-tenger.

## Földrajz
Medencéje nagyjából kör alakú, területe 14 090 000 km² (valamivel kevesebb, mint a USA területének másfélszerese) beleértve a Baffin-öblöt, a Barents-tengert, a Beaufort-tengert, a Csukcs-tengert, a Kelet-szibériai-tengert, a Kara-tengert, a Grönlandi-tengert, a Hudson-öblöt, a Laptyev-tengert és a Fehér-tengert. Ezek nélkül területe 10 512 000 km². Partvonala 45 389 km. Majdnem teljesen körülzárja a szárazföld: Eurázsia, Észak-Amerika, Grönland, és sok sziget. A Csendes-óceánnal a Bering-szoroson közlekedik, az Atlanti-óceánnal pedig a Grönlandi-tengeren, a Norvég-tengeren és a Baffin-öblön.
Medencéjét két részre osztja a  Lomonoszov-hátság: az Eurázsiai vagy Nansen-medence 4000–4500 m mély, az Észak-amerikai vagy Hiperboreai-medence kb. 4000 m mély. Eurázsia kontinentális talapzata miatt a Jeges-tenger átlagos mélysége csak 1038 m.
A tengerbe a legtöbb vizet az Észak-atlanti-áramlat hozza, kisebb része a Csendes-óceánból érkezik a Bering-szoroson. A legnagyobb kifelé haladó áramlás a Kelet-grönlandi, amiben a Labrador-tenger és Kanada felé ömlik a hideg víz. A víz hőmérséklete és sótartalma szezonálisan változik, a jéghegyek olvadnak, illetve visszafagynak. A vízfelület legnagyobb részét egész évben jég borítja, mivel a hőmérséklet legtöbbször 0 °C alatt van. Ez a terület a legfőbb forrása az Egyenlítő felé hatoló hideg szeleknek, amik a mérsékelt égövben esőt és havazást okozhatnak.
Az évben folytonos jégtakaró alatt szegényes az élővilág, de a déli vizekben sok állat él.
A legfontosabb kikötők: Murmanszk és Arhangelszk (mindkettő Oroszország európai részén). Fontos légiút, mert itt vezet a legrövidebb út Észak-Amerika és Eurázsia között.

## Éghajlat
Sarkvidéki éghajlat állandó hideg viszonylag kicsi éves hőingással; télen hónapokig tartó folyamatos sötétség, hideg és egyhangú időjárás jellemzi tiszta éggel, nyáron viszont folyamatos napsütés, nyirkos, ködös idő gyenge széllel, kevés esővel vagy hóval.
Az időjárást jelentősen befolyásolja a jégpáncél vastagsága az adott évben a tengeren.
Északi területeket folyamatosan – átlag 3 méter vastag – jégpáncél borítja. Nyáron a jégtakarót a délebbi területeken nyílt tenger veszi körül, télen viszont a jég területe a duplájára nő, és szárazföldi területekig is elér. A tengerfenék 50%-a kontinentális lemez, a megmaradó, középen elhelyezkedő lemezt három hátság határolja: az Alpha Cordillera, a Nansen Cordillera és a Lomonoszov-hátság.

### Valaha trópusi lehetett
Egy, a Lomonoszov-hátságon végzett 2006-os mélyfúrás leleteiből arra lehet következtetni, hogy az Északi-sarkvidék éghajlata 55 millió éve inkább hasonlíthatott a trópusokéra, semmint a mostani zord éghajlatra. Az átlaghőmérséklet elérhette a 24 °C-ot – a hőmérséklet-becslés egy primitív mikrobatörzs kémiai elemzésén alapul. Édesvízi páfrányokat és megkövesedett algákat találtak a felszínre hozott anyagban.

## Magasság/mélység

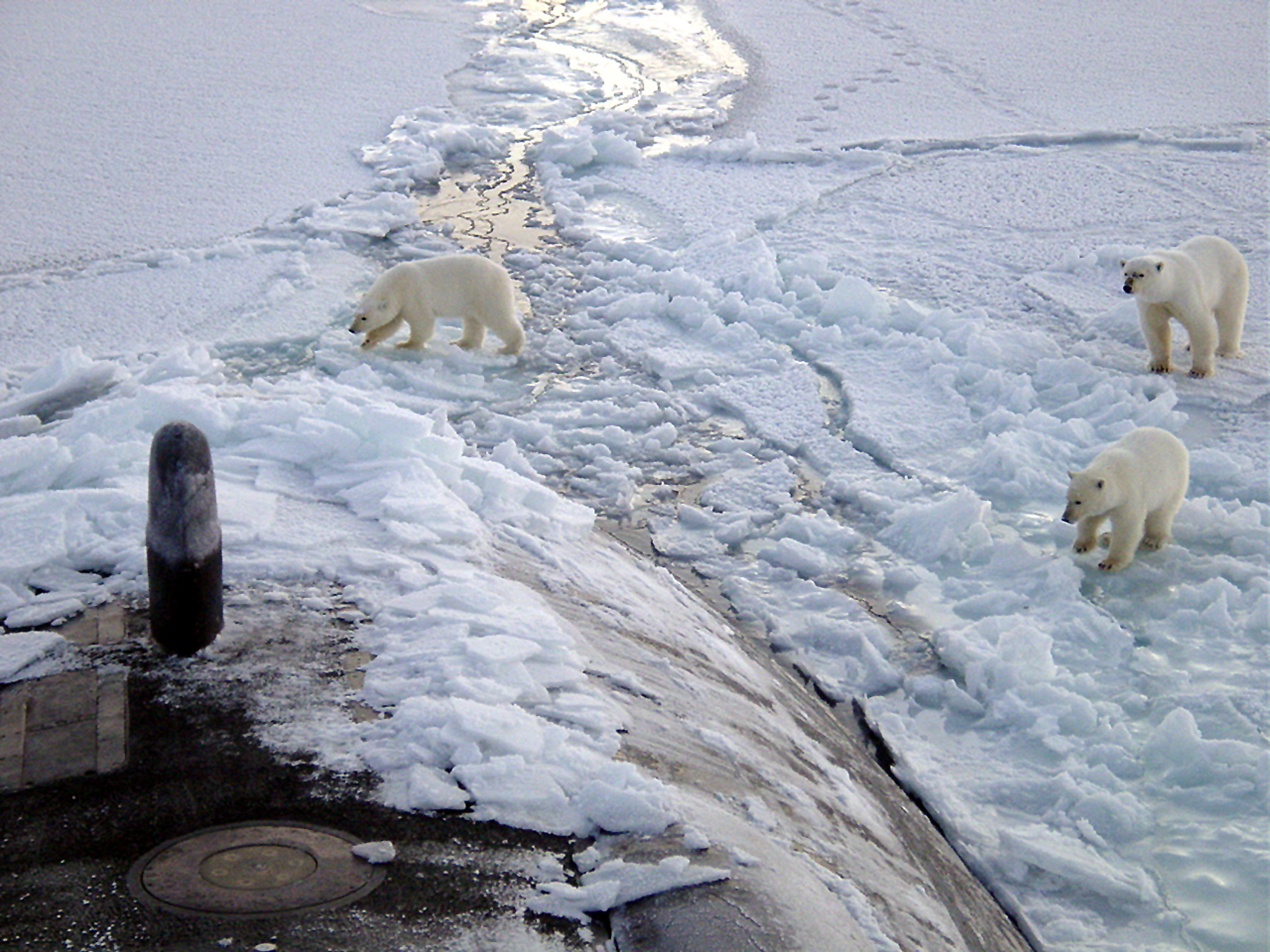
A Jeges-tenger tengeralattjáróval és jegesmedvékkel

- Legmélyebb pontja: Fram Basin -4665 m; az Eurázsiai medence -5450 m
- Legmagasabb pontja: tengerszint (0 m)

## Természeti erőforrások
Kőolaj- és földgázlelőhelyek, homok és kavics adalékanyag, halászat, tengeri emlősök (fóka és bálna).

## Aktuális problémák
A 2007-es állapot szerint késő nyári jégtakaró évente mintegy 7-8%-kal csökken a globális felmelegedés következtében, ami alapján az eddigieknél sokkal korábbra, 2020 nyarára várták az északi-sarki jégsapka elolvadását. A 2022-es állapot azt mutatja, hogy a legkisebb (2021 szeptemberi) kiterjedésű jégsapka 4.9 millió km² méretűre zsugorodik, a legnagyobb állapota (2021 március) pedig 14.6 millió km²; a jelenlegi adatok alapján nem lehet egyértelmű kijelentéseket tenni a jégsapka eltűnésének várható idejére.
A jégpáncél felolvadása hatással lehet az egész Föld időjárási egyensúlyára. Egyes tudósok szerint globális felmelegedést okozhat, mivel óriási mennyiségű édesvíz juthat az óceánokba, és ez leállíthatja a tengeráramlatat, amelyek egyensúlyban tartják a kontinensek időjárását.
A jégpáncél vékonyodása, időszakonként lyuk az ózonrétegben alapvetően befolyásolják a Jeges-tenger életközösségeit. Veszélyeztetett emlősei a bálnák, a rozmár és a jegesmedve. Orosz kutatók egy 26 ezer négyzetkilométernyi területen több mint száz jelentős metánbuborék-kiáramlást fedeztek fel, aminek az éghajlatmódosító hatását jelentősnek értékelték.

## Kikötők
- Kanada: Churchill, Inuvik
- USA: Prudhoe Bay, Utqiaġvik
- Oroszország: Pevek, Tyikszi, Dicson, Dugyinka, Murmanszk, Arhangelszk
- Norvégia: Kirkenes, Vardø

## Felfedezés
A Jeges-tenger területén van az Északi-sark.
Az első átkelést a Jeges-tengeren Wally Herbert vezette 1969-ben, Alaszkából indulva kutyaszánon érték el a Spitzbergákat légi támogatással.